# Patrice Talon
Patrice Talon, född 1 maj 1958 i Ouidah, Dahomey, är en beninsk affärsman och politiker, som blev Benins president den 6 april 2016.

## Biografi
Talon har sitt ursprung från Fonfolket. Han studerade först vid universitetet i Dakar och därefter vid National School of Civil Aviation i Paris. Hans önskan om att bli pilot omintetgjordes dock av ett ej godkänt medicinskt test.
Känd som "King of Cotton" (svenska: "Bomullskungen") för sin inblandning i bomullsindustrin, byggde Talon sitt imperium genom förbindelser med den politiska klassen i Benin. Han var supporter till president Thomas Boni Yayi och finansierade dennes valkampanjer åren 2006 och 2011. År 2011 tog han över importen i hamnen i Cotonou. Året därpå flydde han till Frankrike efter att ha anklagats för att ha förskingrat mer än 18 miljoner euro av skattemedel. Han anklagades också för inblandning i en komplott att döda Boni Yayi, men frikändes 2014.

## Presidentskap
Talon deltog som oberoende kandidat i 2016 års presidentval. Efter att ha slutat tvåa efter premiärminister Lionel Zinsou i den första valomgången vann han den andra omgången med 65% av rösterna. I ett tal den 25 mars 2016 lovade han att "först och främst ta itu med konstitutionella reformer", bland annat genom sin plan för att begränsa mandaten för landets presidenter till en enda period av fem år för att bekämpa "självbelåtenhet". Han sade också att han planerade att minska regeringens storlek från 28 till 16 medlemmar.
Talon tillträdde som president den 6 april 2016 och tillkännagav sammansättningen av sin regering samma dag. Ingen premiärminister utsågs, och två besegrade presidentkandidater (Pascal Koupaki och Abdoulaye Bio-Tchane) som hade backat upp Talon i den andra valomgången utsågs till nyckelposter. Koupaki blev presidentens generalsekreterare och Bio-Tchane minister för planering och utveckling. Talon lovade att under sina fem år förstärka Benins finanser och förbättra landets förbindelser med Frankrike. Några av hans politiska mål, som att minska regeringens makt och utse presidenter enbart till enstaka perioder om fem år, är uppseendeväckande förslag i Afrika.
President Patrice Talon har lett landet sedan 2016 och anses sedan dess ha fört landet mot en allt mer auktoritär riktning.